# Corina Rodríguez López
Corina Rodríguez López (San Ramón, 25 de diciembre de 1895 - San José, 8 de noviembre de 1982) fue una educadora, periodista, escritora, feminista y sufragista costarricense. Fue la fundadora de la Casa del Niño y la Liga de la Templanza de Costa Rica. Su activismo y sus opiniones políticas la llevaron al exilio en dos ocasiones. Dio clases en Costa Rica y Panamá y escribió artículos para periódicos y revistas que criticaban las políticas nacionales e internacionales. Cuando regresó del exilio en Panamá, se dedicó a trabajar por el derecho a la vivienda de las familias pobres en los barrios del sur de San José. Fue incluida en la Galería de las Mujeres de Costa Rica en 2007.

## Biografía
Rodríguez López nació en San Ramón, el 25 de diciembre de 1895. Sus padres fueron Joaquín Rodríguez y Juana López Castro. Completó su educación primaria en la Escuela Central de Niñas en San Ramón, asistió al Colegio Superior de Señoritas de 1910 a 1914 y luego a la Escuela Normal de 1914 a 1915, donde se graduó como maestra. Durante la primera administración de Ricardo Jiménez Oreamuno fundó la Casa del Niño y fue cofundadora de la Liga de la Templanza. Era partidaria del presidente Alfredo González Flores y cuando fue destituido de su cargo por un golpe de Estado, fue enviada al exilio por la dictadura de Tinoco. Se marchó a los Estados Unidos y se inscribió primero en la Mount St. Mary Academy en el condado de Somerset, Nueva Jersey, donde se graduó en 1920 y posteriormente se matriculó en la Northwestern University en Chicago, graduándose en 1921, con maestrías en inglés, educación y psicología.
Rodríguez regresó a Costa Rica y comenzó a enseñar en la Escuela de Aplicación de Heredia, dirigida por Omar Dengo, y luego en la Escuela Normal, el Liceo de Costa Rica, y también fue directora de la Escuela Superior para Señoritas. Comenzó a escribir y publicar numerosos artículos en periódicos, incluidos ensayos políticos y críticas literarias. Desde al menos tan temprano como 1922, publicaba artículos en el American Repertory criticando el trato a las mujeres y niños, el abandono de niños, el alcoholismo, así como análisis de política internacional. También dirigió el Instituto Bíblico y se desempeñó como directora de la Oficina Interamericana de Educación. Cuando Ángela Acuña Braun fundó la Liga Feminista Costarricense (LFC) en 1923, la primera institución feminista de Costa Rica, Rodríguez se unió a la organización. Estuvo involucrada en muchas protestas con las activistas de la liga como Acuña, Ana Rosa Chacón y Carmen Lyra. Continuó con el periodismo durante 16 años en varios periódicos y revistas y publicó un libro de poemas y otro sobre temas sociales en 1929.
En mayo de 1943, Rodríguez ayudó a organizar el mayor desfile de protesta contra la reforma de la ley electoral por parte de la Asamblea Legislativa. También asistió al Primer Congreso Interamericano de Mujeres celebrado en la ciudad de Guatemala, Guatemala en 1947, con el objetivo de impulsar el voto regional, la paz, la igualdad política y el bienestar humano. En 1948, durante la Guerra Civil de Costa Rica, fue encarcelada en El Buen Pastor y exiliada a Panamá. Se unió al movimiento feminista del país y trabajó como profesora de español en la Zona del Canal y también enseñó inglés en el Instituto Nacional. Mientras estuvo en Panamá tomó cursos avanzados de cerámica y escultura.
Cuando pudo regresar a Costa Rica a principios de la década de 1970, comenzó a trabajar para el Instituto Nacional de Vivienda y Urbanismo (INVU). Entre 1970 y 1974, trabajó en los barrios del sur de San José, luchando por una vivienda adecuada para los pobres y un barrio fue nombrado más tarde en su honor.
Rodríguez estuvo casada tres veces. Muchos de sus escritos fueron publicados bajo el nombre de Corina Rodríguez López de Cornick.

## Fallecimiento
Falleció en San José, el 8 de noviembre de 1982. Fue incluida en la Galería de las Mujeres en el Instituto Nacional de las Mujeres en 2007 y el auditorio del Centro Cultural e Histórico José Figueres Ferrer, ubicado en San Ramón, fue nombrado en su honor.